# Urochondra setulosa
Urochondra setulosa är en gräsart som först beskrevs av Carl Bernhard von Trinius, och fick sitt nu gällande namn av Charles Edward Hubbard. Urochondra setulosa ingår i släktet Urochondra och familjen gräs. Inga underarter finns listade i Catalogue of Life.